# Hadrurus
Hadrurus es un género de arácnidos perteneciente a la familia Caraboctonidae del orden Scorpiones.

## Especies
Se reconocen 9 especies actualmente:
- Hadrurus anzaborrego Soleglad, Fet & Lowe, 2011[3]
- Hadrurus arizonensis Ewing, 1928
- Hadrurus aztecus Pocock, 1902
- Hadrurus concolorous Stahnke, 1969
- Hadrurus gertschi Soleglad, 1976
- Hadrurus hirsutus Wood, 1863
- Hadrurus obscurus Williams, 1970
- Hadrurus pinteri Stahnke, 1969
- Hadrurus spadix Stahnke, 1940